# 間宮いずみ
間宮 いずみ（まみや いずみ、1975年 - ）は、日本のAV女優。ファイブプロモーション所属。

## 略歴
2006年にAVデビューした人妻系のAV女優である。

## 出演作品
2006年
- ザ・ウィークエンダー3 人妻、熟女、情交愛欲地獄（5月27日、マックス・エー）他出演:酒井ちなみ、芹沢典子
- 会員制人妻高級ソープ スリーローテーション専門店（6月9日、GLAY'z）他出演:酒井ちなみ、福山洋子
- スーパー野外露出 駐車場で電動マッサージ器攻撃（6月16日、タイガーマイスターズ）他出演:村上涼子、結城リナ、菅野亜梨沙
- 艶女「アデージョ」（6月30日、ゴリラプロジェクト）他出演:南原香織、多々野昌稀
- 公園のベンチでスカートの脇の切れ目に手を入れて電マするのが最高!（7月20日、ホットエンターテイメント）他出演:村上涼子、楓アイル、結城リナ
- 艶女 3P ecstasy（7月24日、アニマルビレッジ）他出演:南原香織
- 団地妻 生中出し 8（9月1日、TMA）他出演:城崎めぐ、綾菜りの、百瀬まひる
- 黒タイト美脚義母*（11月10日、ビッグモーカル）他出演:大越はるか、海老原しのぶ、山口真理、あずま樹、白石りょう
- 年の差は十三歳・近親エロレズ 叔母と姪の肉欲生活（11月24日、レイディックス）共演:木下ゆい
- 人妻競泳水着 間宮いずみ・30歳（12月8日、映天）
- マン土手 顔騎オナニー3（12月15日、アロマ企画）他出演:神谷まり、桜沢まひる、逢澤ゆうり、柴田なみ、広瀬ひかる、本村咲姫
- 舐められ倶楽部 ～セレブ・コンパニオン・ルーム～（12月15日、アロマ企画）共演:神谷まり、辻あずき
- 団地妻極生中出し 2（12月15日、フォーエバー）他出演:芹沢もにか、天海ゆり、篠原飛鳥

2007年
- 乳首いぢりウォッチング2（1月17日、激弾カーニバル）他出演:流海、優木美沙、水樹セイラ、星野なつ
- 快楽レズエステ 3（3月8日、アキノリ）共演:城本久美、篠原飛鳥、芹沢もにか、高秀花、柳田やよい
- 熟女にイカされちゃった僕（4月25日、マドンナ）他出演:秋山よし乃、天海ゆり、村元由利、芹沢もにか
- 手コキの虜 ～オフィス編～（5月4日、WOMAN）共演:生田沙織、中原綾、加賀雅
- 接吻の輪舞曲（5月10日、AVS）共演:日高ゆりあ
- 美熟女画報（5月13日、溜池ゴロー）
- 熟れた女のセンズリ鑑賞 2（5月25日、ジャネス）他出演:松浦ユキ、谷本舞子、坂本梨沙、落合美鈴
- 悪質強制猥褻!飲めない女を泥酔生中出し 完全版（5月25日、メディアステーション）他出演:辻あずき、永瀬あき、大貫かりん
- 美脚 BEST 4時間（6月8日、ビッグモーカル）※総集編
- セレブ妻不倫リポート VOL.10（6月13日、プレステージ）
- 昼下がりの淫ら妻 24（6月15日、クリスタル映像）他出演:藤咲飛鳥、藤本ちさと
- 美熟女癒しの快感マッサージ（6月25日、ジャネス）他出演:秋川真理、久保川純
- 私は痴女 人妻編 奥さん!マン汁たれとるが（7月14日、クリスタル映像）他出演:赤坂なつみ、柊あずさ、押切麗奈、村上涼子、大越はるか
- 美熟女寸止め焦らし狂い（7月14日、ジャネス）他出演:秋川真理、久保川純
- 欲求不満なドM熟女のえげつないオナニーとがっついたセックス（7月19日、ドグマ）他出演:川島めぐみ
- ドキッ!熟女だらけの水泳大会（7月25日、マドンナ）他多数共演
- 美熟女寸止め焦らし狂い（7月25日、ジャネス）他出演:秋川真理、久保川純
- 熟女拘束監禁ワイセツ人形（8月1日、AVS）
- 熟女狩り 第4夜（8月10日、クリスタル映像）他出演:押切麗奈、藤本ちさと、星月あいり、宮崎彩香、国岡英子
- 美熟女たちのセンズリ鑑賞 其の壱（8月10日、OFFICE K'S）他出演:若葉涼、秋山美希、小橋早苗、神崎美樹、稲村朱美、増田ゆり子
- ニッポンの婦人たち 父と義娘がする 学校の先生がする教室の セーラー服でする青姦 割烹着のままする 48手（8月10日、FAプロ）他出演:むかいねね、加賀雅、真鍋美奈
- 股間の切れ込みVサイン! 真夏のママさんバレー（8月25日、マドンナ）共演:志村玲子、高倉梨奈、天霧真世、坂本梨沙、葉月樹里
- ネコとタチ セクシーライダー 青姦と電動バイブと接吻（8月25日、FAプロ）共演:風見京子、竹下あや、結衣、大柴ルミ、横山翔子
- 美人妻リモコンバイブ恥辱 VOL.2（9月5日、スティルワークス）
- 祝!!SOD創立12周年特別企画第一弾!! ファン大感謝祭（9月6日、SODクリエイト）共演:倖田李梨、天海遥、AYA、小峰由衣
- オトナの社交場 エグゼクティブ会員制ラグジュアリーセレブパーティー（9月6日、WOMAN)共演:白鳥美鈴、翔田千里、南原香織、松本亜璃紗、あずま樹、坂下麗、宮澤ゆうな、篠原飛鳥、竹内梨乃
- 祝!!SOD創立12周年特別企画第二弾!! ファン大感謝祭（9月20日、SODクリエイト）共演:小春、黒川梨花、小峰由衣、野宮凛子、藤咲飛鳥
- ケバケバ艶女 ファン大感謝祭（9月25日、ジャネス）他出演:ささきふう香、藤咲飛鳥、観乃ひろみ
- 美熟女・見つめて濃厚接吻手コキ（9月25日、ジャネス）他出演:ささきふう香、藤咲飛鳥、観乃ひろみ
- 近親相姦 母と娘の秘め事（9月25日、小林興業）共演:叶艶子
- SEXの匂いがする女たち（10月10日、FAプロ）他出演:むかいねね、中野すず、日高ゆりあ、浅井舞香、青山雪菜、黒田ユリ、三咲エリナ
- 平成ハメ時熟女 いずみ（10月19日、映天）
- 若妻イラマチオ 若妻狩り監禁イラマ（11月8日、タカラ映像）
- （裏）手コキクリニック ～完全版～ 性交クリニック Special（11月8日、SODクリエイト）共演:仲村もも、村上里沙、常盤みちる、管野麻耶、加持樹、牧野夕陽、工藤花
- Mrs.NANPA!4 ～奥様改造計画～（11月15日、グローリークエスト）共演:藤咲飛鳥
- 美熟女寸止めアクメ・焦らし悶絶トランス 現役ナレーター いずみさん（32）（11月15日、ワープエンタテインメント）
- 「熟女の口はもっと嘘をつく。」 熟雌女anthology #027（11月16日、アウダースジャパン）
- 人妻の園（11月19日、MARIA）…他出演:つやこ
- もしも世界の男が絶滅した未来にタイムスリップしたら!!（11月22日、SODクリエイト）共演:井上莉奈、笠木あやか、長瀬真央、叶心愛
- 美熟女温泉（11月30日、マキシング）他出演:坂上友香、小池絵美子
- 絶頂失禁 おもらし三昧SP Volume 1（12月1日、AVS）他出演:天海ゆり、藤咲飛鳥、白鳥みるか
- 女教師失格（12月13日、溜池ゴロー）
- 喫煙ケバエロ美人 2（12月15日、グローリークエスト）他出演:一条楓
- SUND★ME!!（12月15日、ワープエンタテインメント）他多数出演
- 熟女秘密倶楽部（12月19日、ドグマ）

2008年
- BLACK HARD FUCK（1月1日、ANIMALIJO）
- ほろ酔いお姉さんが犯してあげる 欲情する同級生編（1月25日、マドンナ）共演:黒木小夜子、川島めぐみ、水川彩子
- 東京美人妻エロス ～25歳-30歳の中出し交尾～（2月6日、チーム川崎）他出演:天海ゆり、春名えみ、高松蘭、新山芹香、吉井彩華、水野朋美
- セレブ妻4時間（2月13日、マルクス兄弟）他出演:浜崎りお、加藤レイナ、杏珠、南原香織、阿立未来、蓮見優里亜
- 人妻デリバリー 10（2月22日、クリスタル映像）他出演:生田沙織、桐島愛、新藤さやか、美月杏、一色エリナ
- 飛びっこ妻（3月21日、Nadeshiko）
- 野獣美女乱交2（4月1日、ANIMALIJO）他出演:城本久美、亜佐倉みんと、押切あやの、葦沢鳴海、太田優子、藤原レナ、柳田やよい
- 教師と母親会の変態バスツアー（4月25日、ビッグモーカル）他出演:秋川真理、黒田ユリ、若林美保
- 憧れの姉さんがお掃除フェラしてくれました。（5月13日、マルクス兄弟）他出演:山口玲子、大沢佑香、風間ゆみ、阿立未来、杏珠、千羽千鶴、長澤リカ、愛菜りな
- 美妻極責め 3（5月23日、Nadeshiko）
- フェラコレ熟女編 II 31人のフェラマダム（6月14日、隼エージェンシー）他30名出演
- 美脚クラブ180（7月19日 ミスター・インパクト）他多数出演
- セックスボランティアの実情。（8月8日、大洋図書）他出演:伊沢涼子、増田ゆり子、望月ゆみ
- 逆陵辱学園（9月16日、マキシング）共演:椎名あみ、冬野みずき、朝比奈マキ、夏川真希、桜井舞、杉浦まな、千尋、大貫かりん